# Santa Cristina d'Aspromonte
Santa Cristina d'Aspromonte (IPA: [santakrisˈtinadasproˈmonte]) è un comune italiano di 724 abitanti della città metropolitana di Reggio Calabria in Calabria.

## Geografia fisica
Il centro abitato di Santa Cristina d'Aspromonte sorge in una zona collinare della Piana di Gioia Tauro a 514 m s.l.m. ed è situato nella parte più interna della costa settentrionale dell'Aspromonte del versante tirrenico.

### Territorio

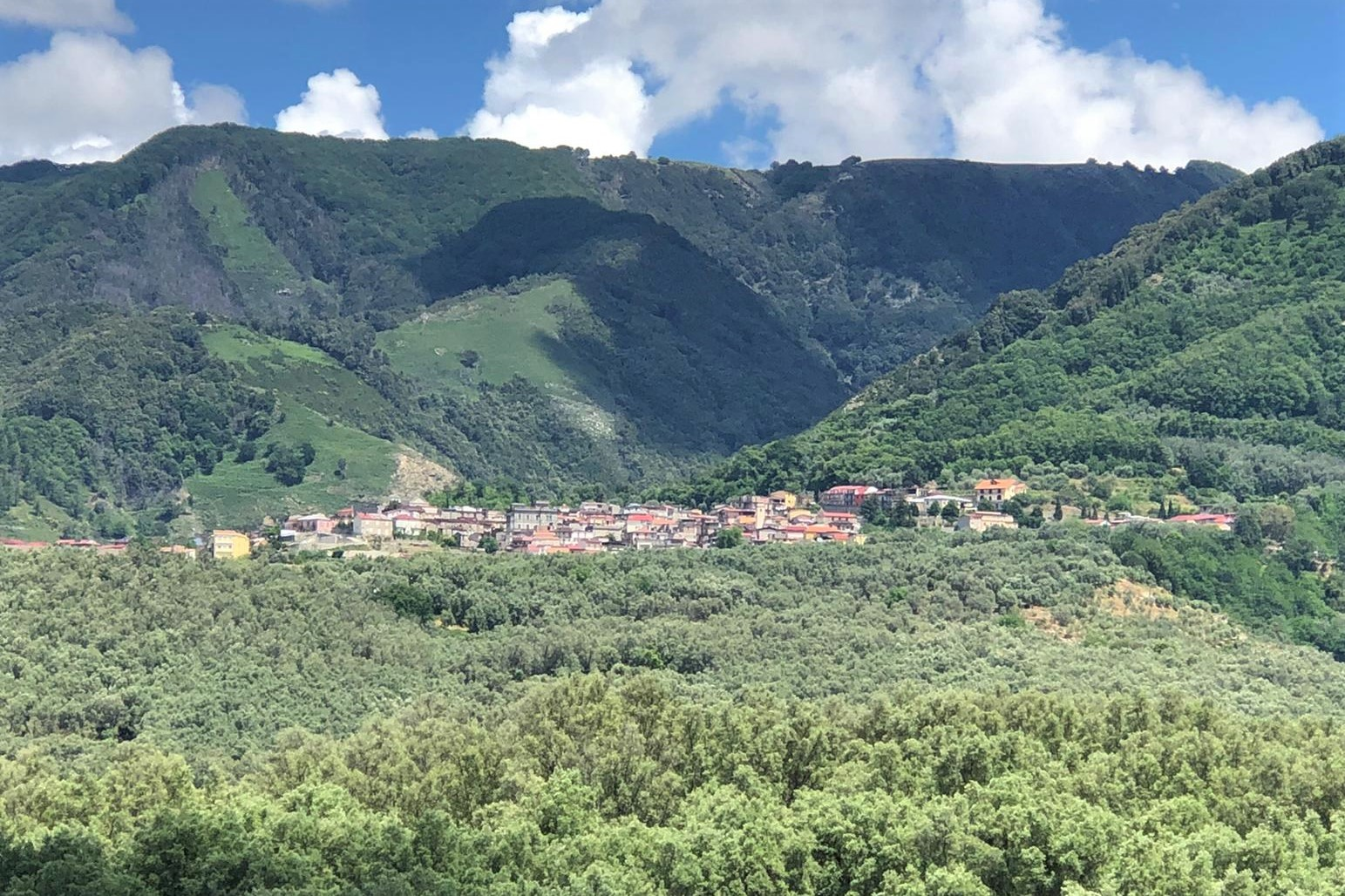
Santa Cristina d'Aspromonte vista dalla SP 2.

Il territorio è eterogeneo: la zona bassa si contraddistingue per la presenza costante di uliveti per la maggior parte secolari, mentre la zona alta è caratterizzata da distese di querce e lecci, e, nelle vette più estreme, da pini, faggi e abeti. Parte del territorio rientra nel Parco nazionale dell'Aspromonte. Il picco più alto è il Monte Scorda cha ha un'altezza pari a 1572 m s.l.m. Poco distante dall'abitato il territorio è attraversato da numerosi corsi d'acqua, i due più vicini sono il Torrente Lago ed il Torrente Calivi (o Torrente Galati), che, dopo varie intersezioni, si uniscono al fiume Petrace.

### Clima
Santa Cristina è caratterizzata da un clima mediterraneo, con estati calde ed inverni freddi e piovosi. Le precipitazioni sono notevoli nel periodo invernale, ma non sono sporadici i temporali estivi. Le gelate sono rare, ma le nevicate sono più frequenti. Santa Cristina ha una temperatura media annua di circa 20 °C. La temperatura massima rilevata nel comune è di 45,8 °C registrata nell'agosto del 1999, mentre la temperatura minima rilevata è di -3,3 °C registrata nel gennaio del 2017.
| Dati meteo                       | Mesi        | Mesi | Mesi        | Mesi | Mesi        | Mesi        | Mesi | Mesi        | Mesi | Mesi       | Mesi       | Mesi | Stagioni | Stagioni | Stagioni | Stagioni | Anno |
| Dati meteo                       | Gen         | Feb  | Mar         | Apr  | Mag         | Giu         | Lug  | Ago         | Set  | Ott        | Nov        | Dic  | Inv      | Pri      | Est      | Aut      | Anno |
| -------------------------------- | ----------- | ---- | ----------- | ---- | ----------- | ----------- | ---- | ----------- | ---- | ---------- | ---------- | ---- | -------- | -------- | -------- | -------- | ---- |
| T. max. media (°C)               | 15,7        | 16,1 | 17,3        | 22,3 | 24,1        | 27,5        | 30,2 | 30,0        | 28,1 | 25,4       | 22,1       | 17,2 | 16,3     | 21,2     | 29,2     | 25,2     | 23,0 |
| T. media (°C)                    | 12,3        | 12,4 | 13,5        | 18,5 | 20,5        | 23,6        | 27,3 | 27,3        | 24,7 | 22,2       | 18,6       | 14,1 | 12,9     | 17,5     | 26,1     | 21,8     | 19,6 |
| T. min. media (°C)               | 8,9         | 8,7  | 9,6         | 14,6 | 17,0        | 19,7        | 24,3 | 24,6        | 21,3 | 18,9       | 15,2       | 11,0 | 9,5      | 13,7     | 22,9     | 18,5     | 16,2 |
| T. max. assoluta (°C)            | 26,7 (2021) | 25,5 | 28,9        | 33,5 | 36,8 (2020) | 41,0 (2017) | 44,2 | 45,8 (1999) | 40,4 | 37,1       | 30,2       | 28,0 | 28,0     | 36,8     | 45,8     | 40,4     | 45,8 |
| T. min. assoluta (°C)            | −3,3 (2017) | −1,0 | −0,2 (2011) | 5,8  | 6,8         | 12,1        | 15,5 | 15,9        | 13,4 | 5,8 (2011) | 5,5 (2011) | −0,2 | −3,3     | −0,2     | 12,1     | 5,5      | −3,3 |
| Giorni di calura (Tmax ≥ 30 °C)  | 0           | 0    | 0           | 0    | 1           | 7           | 16   | 15          | 10   | 3          | 0          | 0    | 0        | 1        | 38       | 13       | 52   |
| Giorni di gelo (Tmin ≤ 0 °C)     | 0,1         | 0,1  | 0,1         | 0,0  | 0,0         | 0,0         | 0,0  | 0,0         | 0,0  | 0,0        | 0,0        | 0,0  | 0,2      | 0,1      | 0,0      | 0,0      | 0,3  |
| Giorni di ghiaccio (Tmax ≤ 0 °C) | 0           | 0    | 0           | 0    | 0           | 0           | 0    | 0           | 0    | 0          | 0          | 0    | 0        | 0        | 0        | 0        | 0    |
| Precipitazioni (mm)              | 109         | 102  | 90          | 55   | 43          | 30          | 22   | 33          | 41   | 99         | 127        | 120  | 331      | 188      | 85       | 267      | 871  |
| Giorni di pioggia                | 16          | 16   | 15          | 10   | 7           | 4           | 3    | 4           | 6    | 15         | 19         | 18   | 50       | 32       | 11       | 40       | 133  |
| Nevicate (cm)                    | 0,2         | 0,3  | 0,0         | 0,0  | 0,0         | 0,0         | 0,0  | 0,0         | 0,0  | 0,0        | 0,0        | 0,0  | 0,5      | 0,0      | 0,0      | 0,0      | 0,5  |
| Giorni di neve                   | 0,0         | 0,1  | 0,0         | 0,0  | 0,0         | 0,0         | 0,0  | 0,0         | 0,0  | 0,0        | 0,0        | 0,0  | 0,1      | 0,0      | 0,0      | 0,0      | 0,1  |

## Origini del nome
L'origine del nome di Santa Cristina d'Aspromonte, di derivazione greca, può essere identificato tramite due ipotesi:
- Nel VI secolo d.C. gli abitanti hanno assegnato il nome al loro paese in onore di Santa Cristina di Bolsena, appassionati dalla vita della Santa.[24]
- Il nome gli è stato assegnato per la presenza del fiume Cristina che scorreva vicino al centro abitato.[25][26]

## Storia
L'origine del paese è ancora oggi sconosciuta, ma la prima fonte scritta che documenta l'esistenza del centro abitato risale al X secolo d.C., in un brano della Vita di Sant'Elia il Giovane, nel quale viene riportato che il Santo visse per un periodo, tra l'880 ed il 902, nel castello di Santa Cristina predicando la fede cristiana e profetizzando l'invasione dei Saraceni. All'epoca quasi tutta la Calabria era governata dai Bizantini, i quali la suddivisero in "turme"; Santa Cristina faceva parte della turma delle Saline che corrispondeva in parte con l'attuale territorio della piana di Gioia Tauro. Per alcuni secoli Santa Cristina non comparirà in alcun documento pubblico, a differenze dei suoi casali che risultano documentati in un atto di donazione alla diocesi di Oppido.

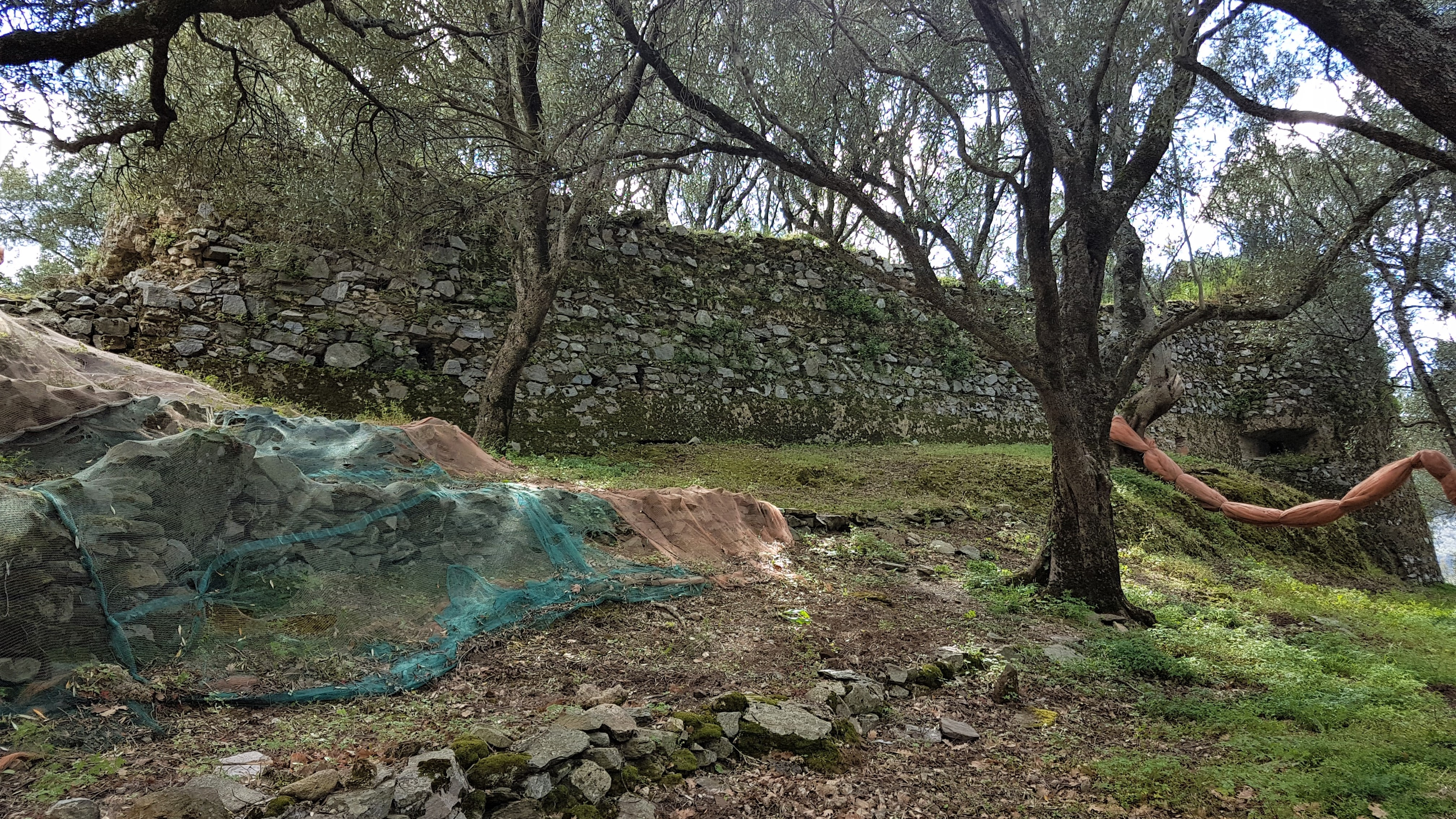
I resti delle mura del castello di Santa Cristina.

Nel XIII secolo Santa Cristina riuscì a difendersi da numerosi attacchi grazie alle sue fortificazioni. Durante il dominio Svevo, Fulcone Ruffo di Sinopoli, nipote di Pietro Ruffo e capitano del suo esercito, nel 1255 si rifugiò a Santa Cristina per sfuggire all'attacco dell'esercito di Manfredi che aveva assoggettato la Calabria tranne il castello cristinese e quello di Motta Bovalina. Fulcone rafforzò le mura del castello, difatti Manfredi non riuscì ad invadere Santa Cristina se non nel 1258 quando Ruffo si arrese. Nel 1269, grazie a Carlo d'Angiò, Fulcone si riprese Santa Cristina dove governò fino al 1272, anno della sua morte. A lui, durante la guerra tra Angioini e Aragonesi, seguirono gli altri membri della famiglia Ruffo Enrico, Guglielmo e, dal 1462, Carlo.
Nella seconda metà del XV secolo Ferrante consegnò Santa Cristina e i suoi casali a Vincenzo Malatesta di Aversa per poi venderli a Florio Ravarello per 2.000 ducati. Successivamente il feudo di Santa Cristina fu separato definitivamente dalla Contea di Sinopoli e, sul finire del secolo, fu acquistato da Carlo Spinelli per 3.000 ducati. Alla morte di Carlo, nel 1540, gli successe il figlio Pietroantonio, al quale seguì il primogenito Carlo II nel 1554, che fu il primo conte di Santa Cristina, elevato il 28 aprile 1559 da Filippo II. Nel 1565 Carlo II vendette la Contea ed i casali a Pietro Giacomo Brancaleone, a patto che avesse avuto la possibilità di ricomprarli, ma nel 1568 morì e nel 1570 il figlio, Scipione I, riscattò i beni del padre divenendo così il secondo conte di Santa Cristina. Carlo, subentrato al padre Scipione I, fu proclamato terzo conte nel 1604; alla sua morte, nel 1614, la Contea passò al figlio Scipione II. Nel 1659 Scipione II morì e gli successe il figlio Carlo Filippo Antonio. Nel 1684, dopo un'aspra contesa con Pietro Taccone, Carlo Filippo Antonio fu costretto a cedergli il casale di Sitizano, già staccatosi da Santa Cristina tra il 1666 e il 1670.
Nel 1711 Lubrichi, Paracorio, Pedavoli, Santa Giorgia e Scido, pur restando casali di Santa Cristina, cercarono di amministrarsi autonomamente, per poi essere costretti a riconciliarsi. Nel 1714, quando Carlo Filippo Antonio morì, non avendo eredi, Santa Cristina e i suoi casali passarono al nipote Scipione III, figlio di suo fratello Giovanbattista. Tra il 1715 e il 1738 Santa Cristina perse il casale di Cuzzapodine a causa dell'estinzione della popolazione. Nel 1770 Scipione III donò la Contea al primogenito Giovanbattista II. Il 5 febbraio 1783 Santa Cristina, come tutta la Calabria meridionale, fu colpita da un violento terremoto che la rase al suolo, distruggendo anche il castello e le 7 chiese, e che causò la morte di circa 800 persone, più della metà dell'intera popolazione. I sopravvissuti alla calamità si spostarono in un sito vicino, chiamato "Scoffetta", dove si stabilirono e formarono il primo nucleo del nuovo paese.
Con l'arrivo dei francesi e la conseguente abolizione del sistema feudale, la famiglia Spinelli mantenne Santa Cristina e i casali fino al 1806. Con il Decreto del 4 maggio 1811 Paracorio e Pedavoli si separarono da Santa Cristina per diventare due comuni autonomi. Il 1º gennaio 1838 Scido e Santa Giorgia si divisero da Santa Cristina per formare un comune autonomo con sede principale Scido. Con il Decreto nº1795 dell'8 maggio 1864 Santa Cristina cambiò denominazione in "Santa Cristina d'Aspromonte". Il 16 novembre 1894 Santa Cristina fu colpita da un terremoto, che causò morti e danneggiò le abitazioni. Negli anni successivi si susseguirono diversi eventi sismici, uno nel 1905 e un altro nel 1907. Il più catastrofico fu però quello del 1908, che danneggiò tutte le abitazioni, ma non causò morti. Durante la prima guerra mondiale persero la vita 45 militari di Santa Cristina d'Aspromonte, mentre nella seconda guerra mondiale ne morirono 23.

### Simboli

#### Stemma
Non si conosce la data precisa di quando sia stato assegnato lo Stemma al Comune, la più antica testimonianza risale al 1684.
«D'argento, alla Santa Cristina di rosso che tiene nella mano destra una palma e nella sinistra uno scettro d'oro.»

#### Gonfalone
«Drappo partito di rosso e di bianco, riccamente ornato di ricami argentati e caricato dello stemma con l'iscrizione centrata in oro "Comune di Santa Cristina d'Aspromonte". Le parti di metallo e i cordoni sono argentati. Cravatta e nastri ricolorati di colori nazionali frangiati d'argento.»

## Monumenti e luoghi d'interesse

### Architetture religiose
Chiesa di San Nicola
Situata nella via principale del comune. Fu progettata dall'ingegnere Pietro Galdi nel 1786 e terminata tra il 1790 e il 1791. Nel 1920 furono edificati il campanile e la cappella del SS. Sacramento. Nel 1926 iniziarono i lavori di riparazione dei danni provocati dal terremoto del 1908 diretti dall'ingegnere Ettore Baldanzi e conclusi nel 1930. Nel 1935 fu costruita l'abside a cura di Giuseppe Geraci. Nel 2001 la chiesa è stata ristrutturata su progetto e direzione dei lavori dell'architetto Angelo Massimo Nostro.
La struttura è in stile neoclassico con decorazioni di ordine ionico. La chiesa ha una pianta longitudinale divisa da tre navate: la navata centrale termina con un presbiterio semicircolare rialzato su tre gradini nel quale si trova l'antico altare marmoreo e un'abside a forma di semicupola. Nella navata sinistra a ridosso dell'ingresso si trova la cappella dedicata al SS. Sacramento. Le tre navate sono divise da pilastri che sorreggono tre archi a tutto sesto. Nelle navate si trovano tre grandi nicchie con altari secondari. A sinistra della facciata della chiesa è presente la torre campanaria di forma quadrata.
Chiesa di Maria Santissima Assunta
Chiamata anche "Oratorio". Fu costruita su richiesta del Priore della Confraternita della Santissima Assunta, Nunzio La Cava, con l'approvazione dal Vescovo il 28 maggio 1838. Fu finita di costruire intorno al 1860. Nel 2009 la chiesa è stata ristrutturata su progetto dell'architetto Giuseppe Portolese.
La chiesa è formata da un'unica navata che culmina con un'abside semicircolare sopraelevata su due gradini. A destra del presbiterio si trova una cappella. La navata è divisa in tre campate con semipilastri incassati alle pareti e collegati da archi a tutto sesto. Il campanile si erge nella parte sinistra della chiesa e presenta una forma quadrata.

### Architetture civili
Torre dell'orologio
Non si conosce con precisione la data di costruzione della torre dell'orologio. In un documento comunale del 1832 è attestata la sua presenza già a partire dal 1831. Intorno al 1954 fu modificato l'aspetto strutturale: furono livellate le pareti ed eliminate le strisce trasversali, fu innalzato il quadrante di qualche metro e fu aggiunto un secondo quadrante su una facciata laterale. Intorno al 1970 fu installata una sirena. Nell'agosto del 2014 si sono conclusi i lavori di ristrutturazione che hanno riportato la struttura all'aspetto originario.

### Altro
Monumento ai Caduti
Situato nella piazza principale del comune. Fu realizzato dallo scultore Concesso Barca nel suo laboratorio a Firenze e fu eretto nel 1928 in onore ai caduti della prima guerra mondiale.
Il monumento è composto da un piedistallo a pianta quadrata sopraelevato su due gradini e da una scultura di bronzo raffigurante due soldati in combattimento: uno ferito a terra e l'altro in piedi che lo difende.

### Aree naturali
Piani di Zervò
Area di 167 ettari ricadenti per l'89,6% nel comune di Santa Cristina d'Aspromonte. L'altezza massima è di 1158 m s.l.m. e la minima è di 740 m s.l.m.. La maggior parte del territorio è ricoperta da faggi, in minima parte misti ad abeti, e da lecci.
La superficie, tra il 1924 ed il 1925, fu concessa dai comuni di Santa Cristina d'Aspromonte, Scido, Oppido Mamertina, Platì e Varapodio all'ONIG per la costruzione del "Sanatorio Antitubercolare della Calabria", un centro di cura per i militari affetti da tubercolosi durante la prima guerra mondiale. Il complesso edilizio fu inaugurato il 28 ottobre 1929 e fu intitolato a Vittorio Emanuele III. Nel 1934 l'ONIG chiuse e vendette il Sanatorio all'INFPS; quest'ultimo solo nel 1954 proclamò la chiusura definitiva, consegnando, nel 1959, i terreni ai rispettivi comuni. Nel 1996 i comuni di Oppido Mamertina, Santa Cristina d'Aspromonte e Scido concessero le strutture ed i terreni dell'ex Sanatorio a don Gelmini con lo scopo di creare una Comunità Incontro. A seguito della morte del presbitero, nel 2014, la Comunità cessò la sua attività nel territorio di Zervò. Nel 2015 il complesso è stato ceduto ad una Cooperativa Sociale.

## Società

### Evoluzione demografica
Abitanti censiti

### Etnie e minoranze straniere
I cittadini stranieri residenti nel comune sono 21, pari al 2,75% della popolazione; la comunità più numerosa è quella rumena con 19 unità, corrispondente al 2,49% della popolazione totale.

### Religione
Santa Cristina d'Aspromonte fa parte del vicariato di Oppido Mamertina-Taurianova della diocesi di Oppido Mamertina-Palmi, l'unica parrocchia è intitolata ai Santi Nicola e Fantino.

## Cultura

### Istruzione

#### Biblioteche
Nel comune è presente una biblioteca comunale intitolata al magistrato Rocco Palamara.

#### Scuole
A Santa Cristina d'Aspromonte sono presenti una scuola dell'infanzia, una scuola primaria ed una scuola secondaria di primo grado facenti parte dell'Istituto Comprensivo Oppido-Molochio-Varapodio.

## Geografia antropica

### Suddivisioni storiche
Il comune è suddiviso in 4 rioni:
- Rione Bologna.
- Rione Borgo.
- Rione Macello.
- Rione San Lorenzo.

## Infrastrutture e trasporti

### Strade
La strada principale che percorre il centro abitato di Santa Cristina d'Aspromonte è la strada provinciale 2, ma il territorio è attraversato anche dalla strada provinciale 2 Bis e dalla strada provinciale 1 dir.

## Amministrazione

### Altre informazioni amministrative
Il comune è stata membro della comunità montana Tirreno Meridionale fino alla soppressione della stessa.

## Sport
A Santa Cristina d'Aspromonte è presente una squadra di calcio dilettantistica, l'A.S.D. S.Cristina, che nella stagione 2023-2024 ha militato nella Prima Categoria calabrese.